# 함께 쓴 우산
〈함께 쓴 우산〉(アイアイ傘 아이아이가사[*])은 테고마스의 3번째 싱글이다.

## 개요
전작 〈키스~돌아가는 길의 러브송~〉으로부터, 대략 1년 1개월 만의 싱글.
통상반·초회 생산 한정반의 2형태 발매. 초회 생산 한정반은, PV+메이킹을 수록한 DVD, 3면 6P 자켓 사양.
테고마스의 싱글로서는, 데뷔 싱글 〈미소수프〉 이래의 주간 차트 1위를 했다.

## 수록곡

### 초회 생산 한정반
1. アイアイ傘 / 함께 쓴 우산
작사: zopp / 작곡: 이토 신타로 / 편곡: h-wonder
2. 僕らのうた / 우리의 노래
작사: RYOKa / 작곡: Shusui·Tommy Ekman / 편곡: 치노 요시히코
3. もしも僕がポチだったら… / 만약 내가 포치였다면…
작사: nami / 작곡: 키무라 아츠시 / 편곡: 하야시베 나오키

### 통상반
1. アイアイ傘 / 함께 쓴 우산
2. 僕らのうた / 우리의 노래
3. もしも僕がポチだったら… / 만약 내가 포치였다면…
4. 僕のシンデレラ / 나의 신데렐라
작사: zopp / 작곡: 아베 준(純) / 편곡: 아베 준(潤)
5. アイアイ傘（オリジナル・カラオケ）